# Чолій Тарас Богданович
Чолій Тарас Богданович (1 січня 1978р, с. Кореличі, Перемишлянський р-н. Львівської обл. Українська РСР, СРСР) — український політик, культурний та громадський діяч, волонтер. З 2015 року — депутат Львівської міської ради. Голова фракції Української Галицької Партії у Львівській міській раді. Голова фракції Української Галицької партії в Львівській обласній раді. Продюсер історично-документальних фільмів.

## Біографічні дані
Тарас Чолій народився 1 січня 1978 року у селі Кореличі, Перемишлянського району.
У 1984—1993 роках навчався у середній школі № 3 м.Калуш, де здобув неповну середню освіту.
З 1993 до 1997 року навчався у Львівському елекротехнікумі зв'язку, де отримав середню технічну освіту за напрямком «Автоматичний електрозв'язок».
1997 року призваний до лав Збройних сил України, демобілізований у грудні 1998 року.
2005 року вступив на навчання до Львівського Національного Університету ім. І. Франка на факультет журналістики.
2010 року здобув ступінь магістра журналістики.
У 2017—2018 навчався та здобув диплом магістра публічного управління та адміністрування Українського Католицького Університету.

## Професійна діяльність
З 2000 року до 2005 року працював у мостобудівній компанії у Португалії.
З 2006 до 2007 року працював у прес-службі Львівської міської ради.
З 2007 до 2009 року працював спеціалістом в Адміністрації міського голови Львова.
З 2009 року до 2017 року — директор Музею «Територія Терору» у м. Львові.

## Громадська діяльність
Громадський діяч. Засновник та голова «Західноукраїнського центру історичних досліджень».
Продюсер документальних фільмів «Золотий Вересень. Хроніка Галичини 1939—1941», «Срібна Земля. Хроніка Карпатської України 1919—1939».
Заступник голови ради та керівник проектів громадської організації Українська Галицька Асамблея.
Засновник проекту та однойменного журналу «Локальна історія».
Співзасновник проекту «Незнаному воякови».
У грудні 2013 — січні 2014 року, як активний учасник Євромайдану зазнав переслідування від тодішньої влади.
У 2015 році за списком Української Галицької Партії вибраний депутатом Львівської міської ради. Член постійної депутатської комісії архітектури, містобудування та охорони історичного середовища. Голова фракції Української Галицької Партії

## Родина
Одружений. Дружина — Софія Чолій. Син Олекса та донька Ярина.